# 亞爾-法拉松
亞爾-法拉松黃金大帝 Ar-Pharazôn the Golden，在昆雅語則是塔爾-卡理安 Tar-Calion（第二紀元3118年——第二紀元3319年，在位期間：第二紀元3255年——第二紀元3319年）是英國作家約翰·羅納德·瑞爾·托爾金的史詩式奇幻小說《精靈寶鑽》中的人物。他是努曼諾爾帝國第二十五任皇帝，亦是努曼諾爾帝國最後一任皇帝。他名字在阿督納克語的意思是「黃金」 Golden。
亞爾-法拉松是塔爾-帕蘭特的侄子，亦是他女兒塔爾-密瑞爾的丈夫。塔爾-密瑞爾理應是合法的承繼人，但遭亞爾-法拉松篡位。
這樁婚姻在努曼諾爾帝國中是不合法的，即使是皇室，也同樣禁止二等親內的婚姻。他們的婚姻實際上是侵害努曼諾爾法律，但因為他實力強大而無人敢反對他。他的父親是金密卡得，塔爾-帕蘭特的弟弟。
第二紀元3255年，他攻擊了魔多，兵力強盛得連索倫都乖乖投降。他將索倫帶回努曼諾爾，索倫用三年的時間腐化努曼諾爾人，由人質成為皇帝最親近的國師。索倫誘使皇帝改信奉魔苟斯，建築了一座五百呎高的神廟，並將忠實者燒死作活祭。並使他出兵攻打阿門洲而換取長生。
在這時間，白樹寧羅斯，皇帝的象徵，也被砍下來燒掉作祭品。埃西鐸在砍下前一刻摘下白樹果子，白樹果子後來移植剛鐸。
由於年老畏惧死亡和索倫的诱骗，亞爾-法拉松修造一隊龐大的艦隊為投入戰爭做準備。索倫則留在努曼諾爾。在第二紀元3319年，亞爾-法拉松登陸阿門洲，打算攻打維利瑪。曼威要求伊露維塔打破和改變世界，永遠將阿門洲和伊瑞西亞島從世界挪移。伊露維塔出面展示他的力量，努曼諾爾墜入裂縫深淵，龐大艦隊都永遠消失了，阿門洲和精靈所在的伊瑞西亞島被挪移往人類永遠無法到達之處。伊露維塔將貝烈蓋爾海擲回中土大陸東邊，阿爾達由平面變成球形。
亞爾-法拉松和軍隊被倒下的大山活埋，但伊露維塔沒有殺害他們。據說軍隊如靜物畫在堆岩石之下，囚在無人得知的深洞裡，直到末日決戰。